# Lysimachia chenopodioides
Lysimachia chenopodioides är en viveväxtart som beskrevs av David Allan Poe Watt och Joseph Dalton Hooker. Lysimachia chenopodioides ingår i släktet lysingar, och familjen viveväxter. Inga underarter finns listade i Catalogue of Life.